# 铜陵职业技术学院
铜陵职业技术学院（英語：Tongling Polytechnic），是一所位于中华人民共和国安徽省铜陵市的公办全日制高等专科院校。

## 简介
学院占地1051亩，建筑面积31万平方米。在职教职工415人，其中高级职称116人、省级“双师型”教师182人。全日制在校生12690人、继续教育在校生5375人。

## 院系专业
学院设有铜陵电大、管理系、经贸系、医学系、护理系、信息工程系、艺术传媒系、机械工程系、电气工程系、基础部、思政部、体育与心理健康教育中心12个教学单位。开设38个专业，其中国家级专业2个、中央财政支持建设专业2个、省级高水平专业5个、省级特色和综合改革试点专业13个。